# Acidoton haitiensis
Acidoton haitiensis är en törelväxtart som beskrevs av Brother Alain. Acidoton haitiensis ingår i släktet Acidoton och familjen törelväxter.
Artens utbredningsområde är Haiti. Inga underarter finns listade i Catalogue of Life.